# Der Hals der Giraffe (Roman)
Der Hals der Giraffe ist der zweite, 2011 erschienene Roman von Judith Schalansky. In ihm wird weniger eine Geschichte erzählt als vielmehr ein Zustand beschrieben – am Beispiel und aus der Perspektive einer alternden Biologielehrerin.

## Hauptfigur und Handlung
Inge Lohmark, 55, ist Gymnasiallehrerin für Biologie und Sport in einer Kleinstadt „im vorpommerschen Hinterland“. Die ihr überantwortete 9. Klasse ist die einzige des Jahrgangs, zählt ganze 12 Schüler und wird die letzten Abiturienten stellen, wenn das Gymnasium in vier Jahren schließt. Einen „Plan B“ für die restlichen Berufsjahre danach hat sie nicht; über Grund-, Real- oder Volkshochschule auch nur nachzudenken, lehnt sie kategorisch ab. „Die Naturwissenschaft taugt nicht zum Hobby“, so eine ihrer Begründungen. Entsprechend tritt sie ihren Schülern gegenüber. Das Klassenzimmer ist ihr Hoheitsgebiet. Eisern setzt sie ihre Ansprüche, Normen und Prinzipien durch. Die Leistungen der Schüler geben ihr Recht. Ihre Fachkompetenz in Frage stellen muss sie also nicht. Auch nicht ihre Methodik – zumindest nicht in den Grenzen, die sie selbst zieht: „Nichts ging über Frontalunterricht. Ihr Unterricht war gut. Ihre Schüler waren gut. [...] Und ihre Ergebnisse waren gut. Der Zensurenspiegel lag über dem Landesdurchschnitt. Immer schon.“
Was Inge Lohmark Grund hätte zu hinterfragen, ist ihr Lehrer-Schüler-Verhältnis. Von Kollegen, die sich um Nähe und Verständnis bemühen, grenzt sie sich entschieden ab; allerdings wirkt ihre Intimfeindin („die Schwanneke“, wie sie sie verächtlich zu nennen pflegt) im Umgang mit Schülern in der Tat anbiedernd. Lohmarks kühle Distanziertheit erscheint da ehrlicher, sogar sympathischer. Intelligenter sowieso, hat sie doch einen scharf analysierenden Blick für die „Natur“ ihrer Schüler. Vor allem für deren Schwächen. Mit diesem Wissen geht sie teils geschickt um, teils aber auch verletzend, und in einem Fall fahrlässig: Das potentielle Mobbingopfer der Klasse hat sie sofort erkannt; unfreiwillig (ihr Auto springt nicht an, und erstmals seit Jahren muss sie wieder den Bus nehmen) ist sie sogar zugegen, als das Erwartete geschieht, schreitet aber nicht ein. So wird das Problem verschleppt, bis es eskaliert. Der Schulleiter – wie die anderen männlichen Kollegen differenzierter gezeichnet als die weiblichen – droht ihr Konsequenzen an; welche und ob er sie realisiert, bleibt offen.
Das Bild einer nach außen hin souverän wirkenden, aber innerlich ausgehöhlten Frau wird ergänzt durch Momentaufnahmen aus ihrem Privatleben, die bis in ihre Kindheit zurückreichen. Ihr Status: verheiratet, bescheidenes Häuschen auf dem Land und erwachsene Tochter, die seit 12 Jahren in den USA lebt. Mit ihrem Mann – der frühere Besamungstechniker geht ganz in seiner Straußenzucht auf – verbindet sie allerdings nicht mehr als eine Gewohnheits- und Zweckgemeinschaft; einen Seitensprung mit Folgen (Abtreibung) hat sie ihm verschwiegen. Was ihr wirklich zu schaffen macht, ist die Entfremdung von der Tochter. Der einzige Besuch bei ihr hat den Graben eher noch vertieft; der Nachrichtenaustausch wird immer seltener und förmlicher. Als dann doch überraschend eine frohe Botschaft eintrifft (sie hat geheiratet), nimmt es nicht wunder, dass die Mutter sich auch davon ausgeschlossen fühlt und keinerlei Freude empfindet. Den Entfremdungsprozess zurückverfolgend, wird ihr schließlich eine Szene bewusst, die mit ihrem aktuell größten Versäumnis korrespondiert: Auch ihre Tochter war als Schülerin gemobbt worden, und als sie eines Tages bei ihr im Unterricht verzweifelt an sie als „Mama“ appellierte, wies sie sie ab, gefangen in ihrem Rollenschema: „Natürlich war sie ihre Mutter. Aber zuallererst ihre Lehrerin. [...] Sie waren in der Schule. Es war Unterricht. Sie war Frau Lohmark.“
Es gibt Anzeichen dafür, dass Körper und Seele der Protagonistin sich gegen die fortschreitende Verhärtung und Verarmung zur Wehr setzen. Träume und Wünsche werden wahrgenommen, Anfälle von Müdigkeit registriert und das Bedürfnis, ihnen nachzugeben. „Wie gut es sein musste, einem Trieb zu folgen. Ohne Sinn und Verstand.“ – Am deutlichsten, aber auch am verstörendsten manifestiert sich ihr unterschwelliges Verlangen nach Änderung darin, dass sie sich zu einer Schülerin hingezogen fühlt: Erika (das „Heidekraut“), die auf sie einen eher jungenhaften Eindruck macht (wie es auch einmal heißt, dass sie lieber einen Jungen als ein Mädchen bekommen hätte). Anders als sonst, wenn sie mit Schülern umgeht und von Negativ-Affekten beherrscht wird, ist sie Erika gegenüber weich gestimmt, aufmerksam, zärtlich, ja liebevoll – so wie mitunter bei ihren Naturbeobachtungen. Natürlich macht ihr das auch Angst. Besonders die sexuelle Konnotation; so fragt sie sich, während sie Erika im Auto neben sich beobachtet: „Gab es eigentlich weibliche Pädophilie?“ Sie ist menschlicher Nähe entwöhnt, befürchtet unkontrollierte Handlungen und sorgt sich um ihr Image (ganz gegen ihren Kodex spricht sie Erika außerhalb der Schule an, nimmt sie sogar im Auto mit). Daher reagiert sie auch panisch, als der Schulleiter sie aus dem Unterricht holt, vermutet einen Zusammenhang mit ihrer „verbotenen“ Neigung und fürchtet objektiv ganz unangemessen: „Das war das Ende.“

## Einzelaspekte
Jeder der drei Teile des Romans schildert einen Tag im Schuljahr der Protagonistin (September, November, März). Die Überschriften („Naturhaushalte“, „Vererbungsvorgänge“, „Entwicklungslehre“) verweisen direkt auf Themen, die sie im Biologieunterricht ihrer 9. Klasse behandelt, und erscheinen in der linken Kopfzeile – rechts ergänzt durch mit jeder Seite wechselnde, kapitelähnliche Begriffe, allesamt ebenfalls in der Welt der Biologie beheimatet.
Vervollständigt wird die Gestaltung – wie in ihren Büchern zuvor von der Autorin selbst realisiert – durch Illustrationen (vornehmlich von Tieren) sowie durch den Einband in grauem, etwas grobem Leinen mit einem kopflosen Giraffenskelett.
All dies erlaubt Assoziationen mit einem herkömmlichen Biologiebuch und damit eine Lektüre, die den Untertitel „Bildungsroman“ auch unironisch auffassen kann. Gemessen an klassischen Modellen, beginnend mit Wilhelm Meisters Lehrjahre, ist er allerdings als satirische Umkehrung angelegt, denn gezeigt wird nicht eine Entwicklung, sondern gerade die Verweigerung einer Entwicklung – eine Verweigerung im doppelten Sinne: Die Lehrerin verweigert sich selbst einer möglichen Entwicklung, und sie verweigert sie auch ihren Schülern.
Das wird nirgends so deutlich wie in der Passage, die dem Roman den Titel gibt. Im Rahmen der Entwicklungslehre kommt sie auf den Hals der Giraffe zu sprechen und wird durch den Schulleiter just an dem Punkt unterbrochen („...wie aber die Giraffe zu diesem langen Hals kam, wurde ganz unterschiedlich...“), der ideal wäre, um Denk- und Diskutiervermögen von Schülern anzuregen. Statt sich auf derlei Neuland einzulassen, verlässt sie die Klasse mit der gewohnt autoritären Floskel „Stillarbeit“. Zurück von der „Aussprache“, die ein Monolog ist, weil sie sich sperrt, lässt sie ihrerseits einen Monolog folgen, wobei von den unterschiedlichen Hypothesen nicht mehr die Rede ist und die allein gültig scheinende („Lamarckismus“, wie der Leser der Kopfzeile entnimmt) von ihr weder als solche bezeichnet wird noch mit dem Hinweis versehen, dass sie als überholt gilt. Mehr noch: Ihre apodiktische Suada klingt nun wie die Reden, die der Schulleiter bis kurz zuvor noch hielt und die sie zu Recht verachtete, weil sie denen glichen, die sie aus DDR-Zeiten gewohnt war – allesamt hohle Appelle, die keinen erreichen und die aus ihrem Mund nun allerdings noch zynischer wirken, da sie an das, was sie den Schülern predigt („Nur wenn wir uns bemühen, erreichen wir etwas“), selbst nicht glaubt und sie das, vor allem nonverbal, sonst ja auch häufig genug fühlen lässt.

## Rezeption
Der Roman wurde in die Longlist für den Deutschen Buchpreis 2011 aufgenommen. Die literarische Kritik hat den Roman bisher überwiegend positiv besprochen.
„Die gewollte sprachliche Unscheinbarkeit und Nüchternheit, in denen sich Inge Lohmarks Charakter spiegelt, wird durch den Reichtum der Natur gesprengt, der bei Schalansky nicht nur ein stofflicher und optischer, sondern auch ein begrifflicher ist. Eine bessere Biologiestunde lässt sich nicht denken. [...] Es ist ein umgekehrter Bildungsroman, den Judith Schalansky hier präsentiert, ein kleines antidarwinistisches Manifest.“
„Es ist vergnüglich, darin zu lesen, hat aber, wie jedes Lehrbuch, ein Problem: Es wird bald auch ein wenig langweilig. Denn auch wenn es um ‚Entwicklungslehre‘ geht - es entwickelt sich nichts mehr. Wenn man erst einmal begriffen hat, wie Inge Lohmark denkt und wahrnimmt, dann ist der Rest nur noch Durchführung und Variation. Statt Entwicklung ergibt sich Stagnation. Aber vielleicht entspricht das ja der geschilderten Lage, in der Veränderung nur noch als Verschwinden und Abwicklung vorkommt.“
Im Mai 2015 war der Roman Mittelpunkt des zweiwöchigen Literaturfestivals Stuttgart liest ein Buch.
Der Roman wurde mittlerweile als Bühnenstück von mehreren Theatern inszeniert.